# Anisodes victrix
Anisodes victrix là một loài bướm đêm trong họ Geometridae.